# Ian Murray (homme politique écossais)
Pour les articles homonymes, voir Ian Murray et Murray.
Ian Murray, né le 10 août 1976 à Édimbourg, est un homme politique du Parti travailliste écossais.
Il occupe le poste de Secrétaire d'État pour l'Écosse du cabinet fantôme depuis avril 2020 et député pour Édimbourg-Sud depuis les élections générales de 2010 .
Il est conseiller municipal d’Édimbourg pour Liberton & Gilmerton Ward de 2003 à 2010 . De 2015 à 2017 puis décembre 2019 et le 4 juillet 2024, Murray est le seul député du Parti travailliste à représenter une circonscription écossaise à la Chambre des communes. À la suite de la victoire du parti travailliste lors des élections générales de 2024, il est Secrétaire d'État pour l'Écosse depuis le 5 juillet 2024, dans le gouvernement de Keir Starmer.

## Jeunesse
Murray est né à Édimbourg, d'un père tonnelier et d'une mère vendeuse en 1976. Élevé dans la région de Wester Hailes à Édimbourg, il fréquente l'école primaire de Dumbryden  puis le lycée de Wester Hailes.
À la fin de ses études secondaires, Murray étudie la Politique sociale et le droit à l' Académie de gouvernement de l'Université d'Édimbourg. Il obtient un baccalauréat spécialisé (BA) à l'âge de vingt ans. Pendant ses études à l'université, il a un emploi à temps partiel dans une poissonnerie locale avant de créer et de gérer un service de livraison de pizza.

## Carrière professionnelle
Après avoir obtenu son diplôme, Murray travaille pour Royal Blind dans la gestion des pensions, avant d'être recruté par une station de télévision Internet basée à Édimbourg (Worldart.com) pendant la bulle Internet où il aide à construire une nouvelle station de télévision en ligne. Malgré ses efforts, l'entreprise manque de financement et il est licencié. Il fonde alors sa propre entreprise de gestion d'événements (100 mph Events Ltd). Murray organise également un programme d'échange d'étudiants au Népal pour financer les bâtiments et le personnel de l'école .
En 2003, Murray s'est présenté aux élections du conseil de Liberton en remportant le siège du parti travailliste à l'âge de 27 ans; il représente ensuite le plus grand quartier de Liberton et Gilmerton de 2007 à 2010.

## Carrière parlementaire
Murray est réélu pour le siège d'Édimbourg-Sud aux élections générales de 2010. Il fait partie du comité restreint des affaires, de l'innovation et des compétences et du comité restreint de vérification environnementale. En 2011, il est nommé à la magistrature de l'opposition officielle 
Lors du référendum sur l'indépendance écossaise de 2014, Murray fait campagne contre l'indépendance. Il affirme avoir rencontré l'hostilité des militants de l'indépendance et indique que ses locaux ont été recouverts d'autocollants «oui» pour l'indépendance  qui ont été immédiatement retirés.
Murray est réélu député d'Edimbourg-Sud lors des élections générales de 2015, avec une part accrue des voix. Il est le seul député travailliste écossais revenu après ce scrutin .
Il est nommé Secrétaire d'État pour l'Écosse du cabinet fantôme le 11 mai 2015 par la dirigeante par intérim du Parti travailliste, Harriet Harman. Il est renommé au même poste par le chef du Parti travailliste nouvellement élu, Jeremy Corbyn en septembre 2015 .
Quelques jours après le référendum sur l(UE, le 26 juin 2016, il démissionne à peu près au même moment que certains autres membres du Cabinet fantôme, invoquant un manque de confiance dans la capacité de leadership de Corbyn à remporter des élections générales ,. Il soutient Owen Smith pour l'Élection à la direction du Parti travailliste britannique de 2016 contre Corbyn. Après la réélection de Corbyn à la tête du parti travailliste avec une majorité accrue, Murray déclare qu'il ne retournerait auprès de Corbyn que s'il rétablissait les élections du Cabinet fantôme et cessait d'utiliser la menace de désélection pour renforcer la loyauté .
Murray a accusé Corbyn d'être "partout" sur la coopération potentielle du Parti travailliste avec le SNP. Son remplaçant en tant que secrétaire écossais du gouvernement fantôme, Dave Anderson refuse d'exclure un accord avec le SNP à Westminster .
Avant les élections générales de 2019, Murray faisait face à la menace de désélection lorsque Unite the Union annonce qu'il voterait pour déclencher une sélection ouverte. Les membres locaux ont refusé de soutenir un tel concours, il n'a donc pas pu continuer . Après l'élection, il est redevenu le seul député du Labour en Ecosse, la part des voix du parti ayant diminué de 8,5% .
Le 7 janvier 2020, Murray annonce qu'il se présenterait aux élections de leader adjoint du Parti travailliste. Pendant la campagne, il reçoit le soutien des anciens premiers ministres Gordon Brown et Tony Blair . Murray termine à la quatrième place et est nommé Secrétaire d'État pour l'Écosse du cabinet fantôme par le nouveau chef du parti, Keir Starmer ,.
Murray est membre de Progress .